# Reilac Shiga
Maillots
Actualités
Le Reilac Shiga FC (レイラック滋賀FC, Reirakku Shiga Efu Shī), jusqu'en 2023 MIO Biwako Kusatsu (MIO びわこ草津, Mio Biwako Kusatsu), est un club de football japonais basé à Kusatsu, dans la Préfecture de Shiga. 
Le club est promu dans la Japan Football League pour la première fois en 2007. Pour sa première saison en 2008, le club se classe 14e du championnat. 
"Biwako" est une référence du lac Biwa, le plus grand lac du Japon. Le 2 février 2023, le club adopte son nom actuel.

## Historique

Ancien logo de MIO Biwako Kusatsu.